# Discografia di Benson Boone
La discografia di Benson Boone, cantautore statunitense, è costituita da due album in studio, due EP, oltre dieci singoli e video.

## Album in studio
| Anno | Titolo e dettagli | Classifiche | Classifiche | Classifiche | Classifiche | Classifiche | Classifiche | Classifiche | Classifiche | Classifiche | Classifiche | Certificazioni                                                            |
| Anno | Titolo e dettagli | USA         | AUS         | CAN         | FRA         | GER         | IRE         | NLD         | NOR         | NZL         | UK          | Certificazioni                                                            |
| ---- | --- | ----------- | ----------- | ----------- | ----------- | ----------- | ----------- | ----------- | ----------- | ----------- | ----------- | ------------------------------------------------------------------------- |
| 2024 | Fireworks & Rollerblades - Pubblicato: 5 aprile 2024 - Etichetta: Night Street, Warner - Formati: CD, LP, download digitale, streaming | 5           | 17          | 5           | 7           | 20          | 15          | 2           | 1           | 5           | 16          | - USA: Platino - CAN: Platino (3) - FRA: Oro - NZL: Platino (2) - UK: Oro |
| 2025 | American Heart - Pubblicato: 20 giugno 2025 - Etichetta: Night Street, Warner - Formato: CD, MC, LP, download digitale, streaming      | 2           | 1           | 2           | 11          | 5           | 12          | 2           | 7           | 1           | 4           |                                                                           |

## Extended play
| Anno                                                         | Titolo e dettagli | Classifiche | Classifiche | Certificazioni       |
| Anno                                                         | Titolo e dettagli | FRA         | NOR         | Certificazioni       |
| ------------------------------------------------------------ | --- | ----------- | ----------- | -------------------- |
| 2022                                                         | Walk Me Home... - Pubblicato: 29 luglio 2022 - Etichetta: Night Street, Warner - Formati: CD, download digitale, streaming | 184         | 4           | - NZL: Oro - UK: Oro |
| 2023                                                         | Pulse - Pubblicato: 5 maggio 2025 - Etichetta: Night Street, Warner - Formati: Download digitale, streaming                | —           | —           |                      |
| "—" indica una pubblicazione non classificata in quel paese. | |             |             |                      |

## Singoli
| Anno                                                         | Titolo                          | Classifiche | Classifiche | Classifiche | Classifiche | Classifiche | Classifiche | Classifiche | Classifiche | Classifiche | Classifiche | Certificazioni | Album di provenienza                     |
| Anno                                                         | Titolo                          | USA         | AUS         | CAN         | FRA         | GER         | IRE         | NLD         | NOR         | NZL         | UK          | Certificazioni | Album di provenienza                     |
| ------------------------------------------------------------ | ------------------------------- | ----------- | ----------- | ----------- | ----------- | ----------- | ----------- | ----------- | ----------- | ----------- | ----------- | --- | ---------------------------------------- |
| 2021                                                         | Ghost Town                      | 100         | —           | 53          | 92          | —           | 28          | 34          | 1           | 39          | 46          | - USA: Platino - CAN: Platino (2) - FRA: Platino - NLD: Oro - NOR: Platino - NZL: Platino - UK: Oro                                       | Walk Me Home... Fireworks & Rollerblades |
| 2022                                                         | Room for 2                      | —           | —           | —           | —           | —           | —           | —           | —           | —           | —           | | Walk Me Home...                          |
| 2022                                                         | In the Stars                    | 82          | 34          | 30          | 59          | —           | 10          | 8           | 4           | 15          | 21          | - USA: Platino (2) - CAN: Platino (3) - FRA: Diamante - NLD: Platino - NOR: Oro - NZL: Platino (2) - UK: Platino                          | Walk Me Home... Fireworks & Rollerblades |
| 2022                                                         | Better Alone                    | —           | —           | —           | —           | —           | —           | —           | —           | —           | —           | | Walk Me Home...                          |
| 2022                                                         | Before You                      | —           | —           | —           | —           | —           | —           | —           | 20          | —           | —           | | /                                        |
| 2023                                                         | Sugar Sweet                     | —           | —           | —           | —           | —           | —           | —           | —           | —           | —           | | Pulse                                    |
| 2023                                                         | What Was                        | —           | —           | —           | —           | —           | —           | —           | —           | —           | —           | | Pulse                                    |
| 2023                                                         | To Love Someone                 | —           | —           | —           | —           | —           | —           | —           | —           | —           | —           | | /                                        |
| 2024                                                         | Beautiful Things                | 2           | 1           | 1           | 1           | 1           | 1           | 2           | 1           | 1           | 1           | - USA: Platino (5) - AUS: Platino (12) - CAN: Diamante - FRA: Diamante - GER: Platino - NLD: Platino - NZL: Platino (6) - UK: Platino (4) | Fireworks & Rollerblades                 |
| 2024                                                         | Slow It Down                    | 32          | 22          | 19          | 81          | 90          | 15          | 32          | 14          | 18          | 14          | - USA: Platino - CAN: Platino (2) - FRA: Platino - NZL: Platino (2) - UK: Platino                                                         | Fireworks & Rollerblades                 |
| 2024                                                         | Pretty Slowly                   | 86          | —           | 87          | —           | —           | 85          | —           | —           | —           | 43          | - UK: Argento - NZL: Oro | Fireworks & Rollerblades                 |
| 2025                                                         | Sorry I'm Here for Someone Else | 19          | 34          | 8           | 152         | 45          | 18          | 32          | 24          | 29          | 20          | - UK: Argento - NZL: Oro | American Heart                           |
| 2025                                                         | Mystical Magical                | 17          | 22          | 20          | 70          | 69          | 9           | 34          | 40          | 15          | 13          | - AUS: Oro - UK: Argento | American Heart                           |
| 2025                                                         | Momma Song                      | 102         | —           | 78          | —           | —           | —           | —           | —           | —           | —           | | American Heart                           |
| "—" indica una pubblicazione non classificata in quel paese. |                                 |             |             |             |             |             |             |             |             |             |             | |                                          |

## Altri brani entrati in classifica o certificati
| Anno                                                         | Titolo            | Classifiche | Classifiche | Classifiche | Classifiche | Classifiche | Certificazioni                                            | Album di provenienza     |
| Anno                                                         | Titolo            | USA         | CAN         | IRE         | NOR         | UK          | Certificazioni                                            | Album di provenienza     |
| ------------------------------------------------------------ | ----------------- | ----------- | ----------- | ----------- | ----------- | ----------- | --------------------------------------------------------- | ------------------------ |
| 2022                                                         | Nights like These | —           | —           | —           | —           | —           | - UK: Argento - NZL: Oro                                  | Walk Me Home...          |
| 2024                                                         | Cry               | 60          | 52          | 53          | 36          | 55          | - USA: Oro - CAN: Oro - FRA: Oro - NZL: Oro - UK: Argento | Fireworks & Rollerblades |
| 2025                                                         | Mr Electric Blue  | 73          | 64          | —           | —           | 55          |                                                           | American Heart           |
| "—" indica una pubblicazione non classificata in quel paese. |                   |             |             |             |             |             |                                                           |                          |

## Video musicali
| Anno | Titolo           | Regista                    |
| ---- | ---------------- | -------------------------- |
| 2021 | Ghost Town       | Matt Eastin e Ty Arnold    |
| 2022 | Room for 2       | Matt Eastin                |
| 2022 | Better Alone     | Sophie Muller e Theo Adams |
| 2023 | Sugar Sweet      | Matt Eastin                |
| 2023 | Little Runaway   | Declan Whitebloom          |
| 2023 | In the Stars     | Matt Eastin e Aaron Hymes  |
| 2024 | Beautiful Things | Matt Eastin                |
| 2024 | Slow It Down     | Matt Eastin                |
| 2024 | Pretty Slowly    | Shayden Schoonover         |
| 2025 | Momma Song       | Matt Eastin                |
| 2025 | Mr Electric Blue | Matt Eastin                |